# IP6
O IP 6 - Itinerário Principal n.º6 é um Itinerário Principal de Portugal, que ligaria Peniche a Castelo Branco, no entanto com a denominação da A15 e A23, o termo IP6 é apenas usado até á intersecção com a A8 em A-Da-Gorda. É constituído pelas seguintes estradas:
- No troço Peniche-Atouguia da Baleia aproveita a EN 114 e da EN 247
- Entre Atouguia da Baleia e Serra d'El Rei é uma via rápida, construída de raiz e sinalizada como IP 6.
- Entre Serra d'El Rei e o nó de A-da-Gorda da A 8 é uma via rápida com separador central e formato 2x2
- Entre A-da-Gorda e Gaeiras sobrepõe-se à A8
- Constitui a A 15, entre Gaeiras e Santarém
- Entre Santarém e Torres Novas sobrepõe-se à A 1
- Entre Torres Novas e Castelo Branco constituei a A 23Nó de Atouguia da Baleia do IP6

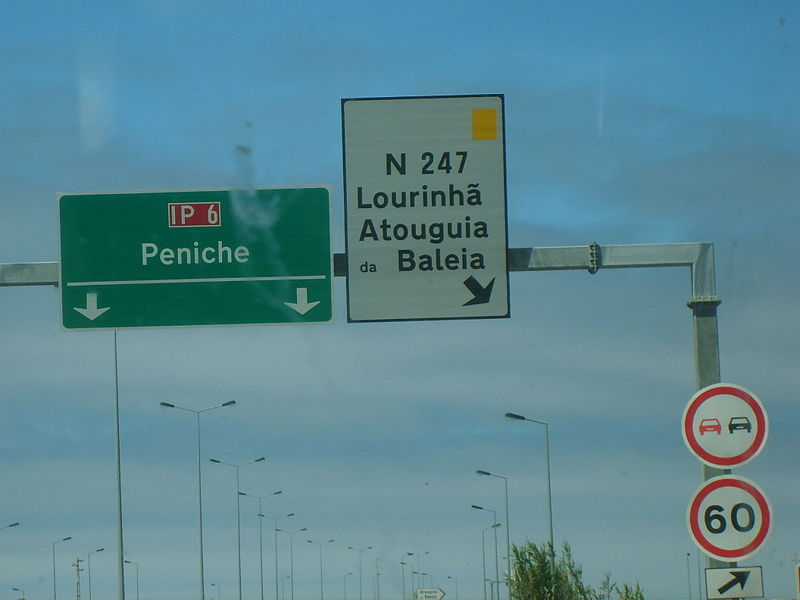
Nó de Atouguia da Baleia do IP6

Aquando da sua construção, os troços Caldas da Rainha - Santarém e Torres Novas - Castelo Branco foram projectados em formato de auto-estrada, passando estes troços a denominarem-se, respectivamente, A 15 e A 23. O troço Santarém-Torres Novas é comum com a autoestrada IP1/A1, assim como o troço Gardete-Castelo Branco, o qual é comum com o IP2/A23. No entanto, diversos troços da A23 e o troço Caldas da Rainha-Gaeiras da A15 foram inicialmente construídos com a denominação IP6, tendo sido depois alargados para autoestrada.
Este itinerário assume esta designação na sinalização de Peniche a Óbidos.
O troço entre Peniche e Serra d'El-Rei, com um perfil de 2+1 vias, foi inaugurado em 2004; o troço Serra del Rei-A 8 foi inaugurado em 2006, com formato 2+2 vias por cada sentido.

## Saídas

### Peniche - Óbidos
| Número da Saída | Nome da Saída                 | Estrada que liga |
| --------------- | ----------------------------- | ---------------- |
|                 | Peniche                       |                  |
| 1               | Atouguia da Baleia / Lourinhã | N 247            |
| 2               | Serra d'El-Rei                | N 114            |
| 3               | A 8                           | A 8              |

## Fotos

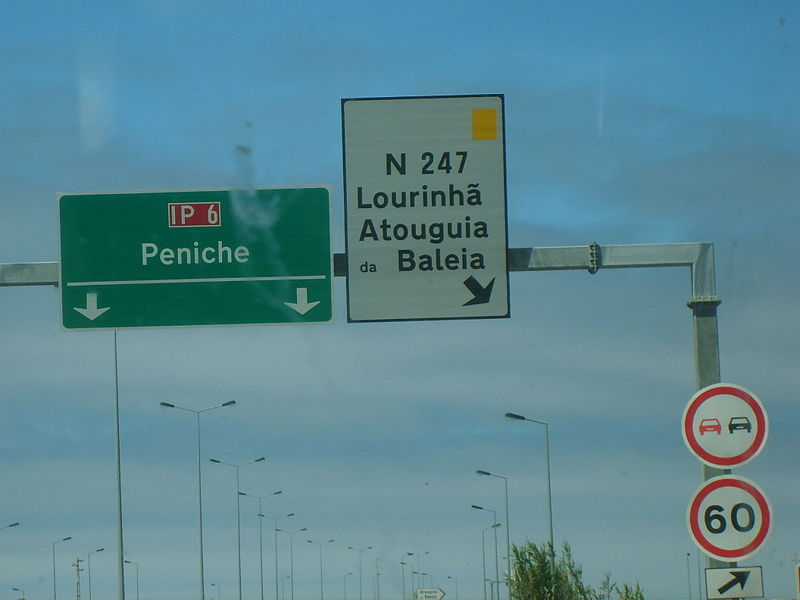
Saida para a Lourinhã e para Atouguia da Baleia através da N 247.
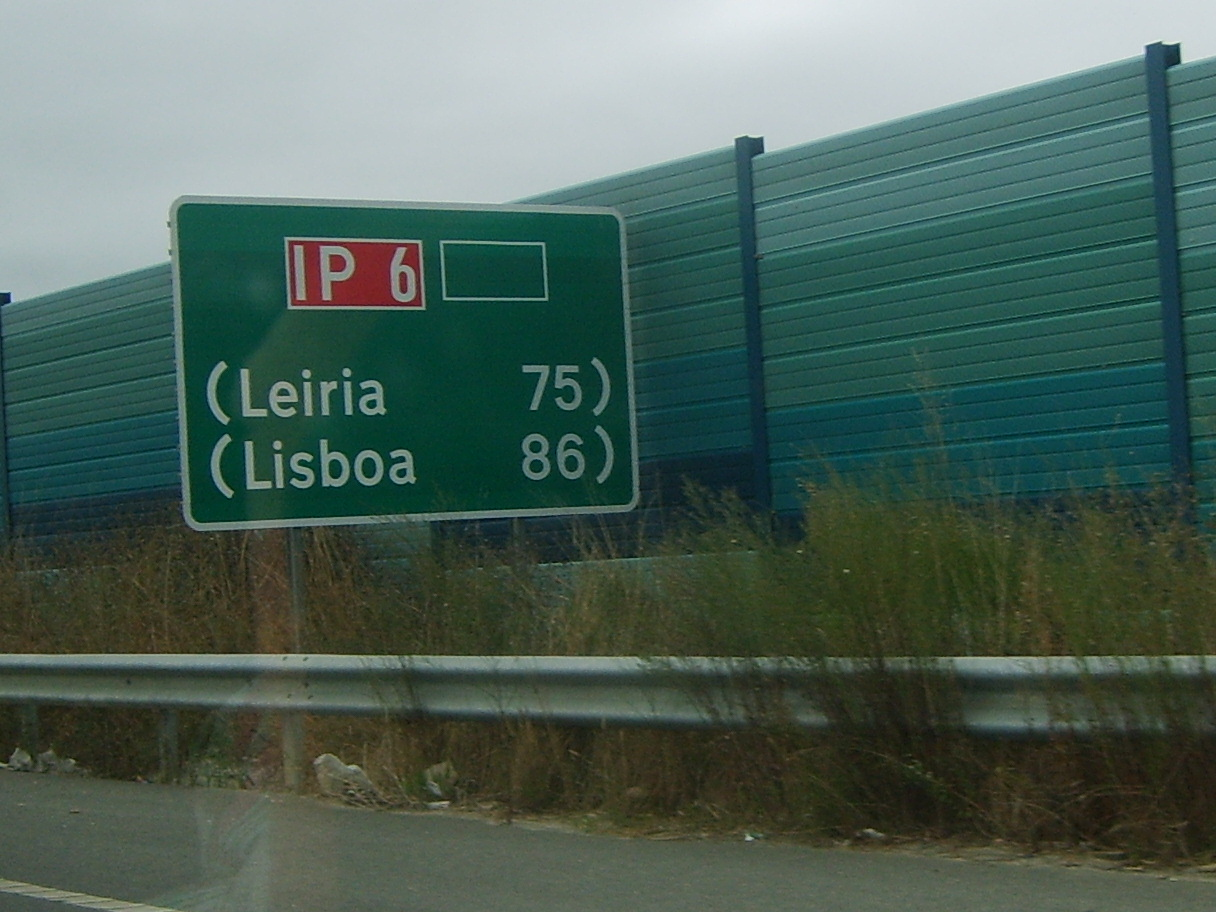
Painel indicativo do IP6, entre Peniche e Óbidos.
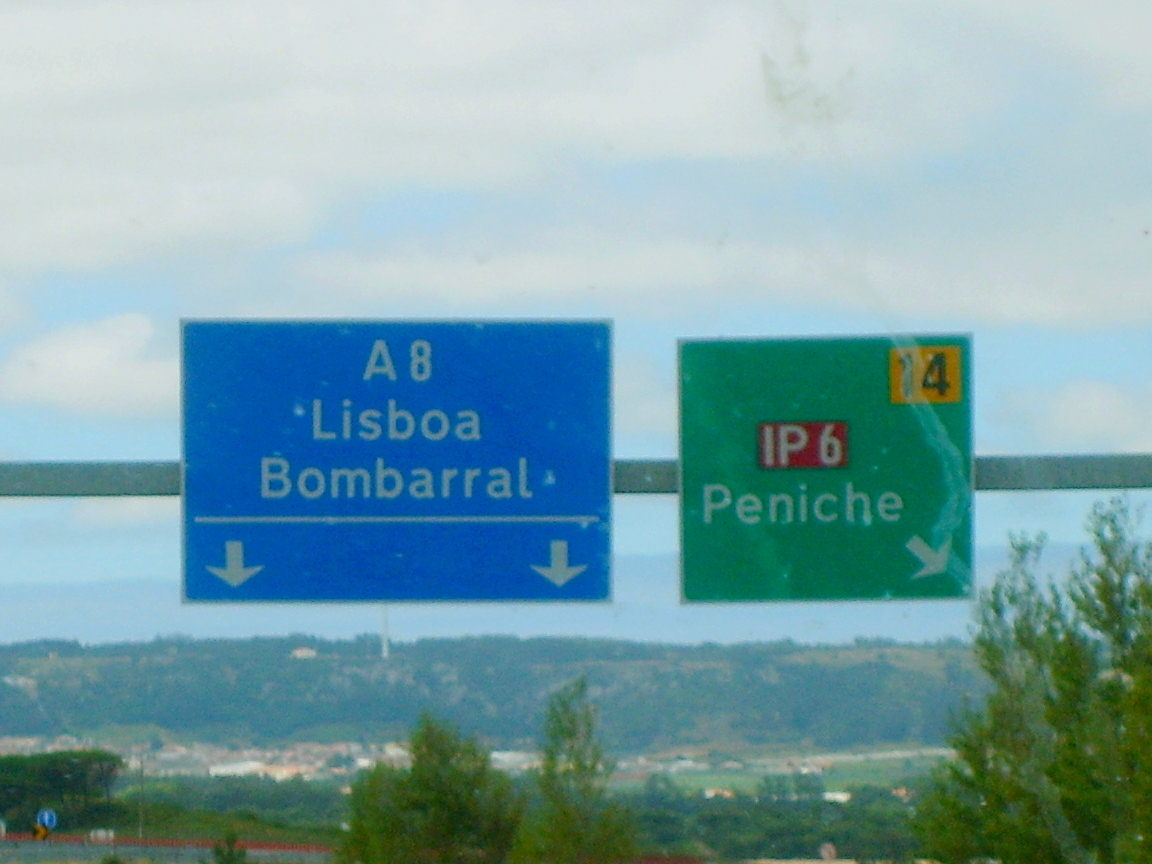
Nó com a A 8, perto de Óbidos.